# Lablachère

Lablachère este o comună în departamentul Ardèche din sud-estul Franței. În 1 ianuarie 2022 avea o populație de 2.214 de locuitori.